# Szakály Ágnes
Szakály Ágnes (Budapest, 1951. március 14. –) Liszt-díjas magyar cimbalomművész.

## Élete, munkássága
Zenei tanulmányai a kezdetektől, tízéves korától a cimbalomhoz kötődtek (bár zongorázni is tanult), és a diplomával bezárólag végig Tarjáni Tóth Ida volt a mestere. 1974-ben végzett a budapesti Liszt Ferenc Zeneművészeti Főiskolán, cimbalom–szolfézs–ének szakon. Végzése után, hivatalosan 1976-tól, a budapesti VI. kerületi Állami Zeneiskola (ma Tóth Aladár Zeneiskola) tanára, majd 1986-tól 2002-ig a Bartók Béla Zeneművészeti Szakiskolában is tanított.
A zenein kívül, ettől némileg eltérő jellegű tanulmányokat is folytatott és szerzett diplomát: 1980-ban elvégezte az Eötvös Loránd Tudományegyetem pedagógia szakát, 2000-ben a Pécsi Tudományegyetem művelődési és felnőttképzési menedzser szakát, 2002-ben pedig a közoktatás vezetői szakát.
A hangversenyéletbe 1973-ban kapcsolódott be szólókoncertekkel és zenekari tagként, 1979-től duóban Fábián Mártával.
A hazai fellépéseken kívül külföldön is gyakori fellépő művész. Európa szinte valamennyi országában szerepelt, de fellépett Mexikóban, Japánban és egyéb helyeken is. Számos neves zenekar, például a Milánói Scala Zenekara, a Bécsi Szimfonikusok, a Hilversumi és a Hannoveri Rádiózenekar, a Berlini Filharmonikus Zenekar, a velencei Teatro La Fenice Zenekara, Lipcsei Gewandhaus Zenekar stb.) állandó vendégművésze. A hazai zenekarok közül rendszeresen fellép például a Magyar Rádió Szimfonikus Zenekarával, a Nemzeti Filharmonikus Zenekarral és a Budapesti Fesztiválzenekarral.
Számos hangfelvétel (hanglemez, CD), rádiós és televíziós felvétel készült játékával, itthon és külföldön. Szívesen játszik modern zenét, kortárs zeneszerzők muzsikáját is (ezért tizennégy alkalommal kapott Artisjus díjat), sőt az ő számára összesen 85 darabot írtak: tizenöt versenyművet, kamara- és szólódarabokat.
Kitüntetései, elismerései sorából kiemelkedik az 1983-ban megkapott Liszt Ferenc-díj, és az utolsó, a 2010-ben kapott Magyar Köztársasági Érdemrend.

## Elismerései
- A Szocialista Kultúráért (1983)
- Artisjus díj (tizennégy alkalommal)
- A Magyar Rádió nívódíja (kétszer)
- Művészeti Alap díja (1985)
- Liszt Ferenc-díj (1993)
- Németh László-díj (1997)
- A Magyar Köztársasági Érdemrend lovagkeresztje (2010)